# 2005 중국야구리그
2005 중국야구리그 또는 CBL 2005시즌은 베이징 타이거스가 톈진 라이언스를 CBL 챔피언 시리즈에서 2승 무패로 누르고 우승하며 끝이났다. 쓰촨 드래곤스와 장쑤 호프스타스가 새로 가입하면서 6개구단 체제로 확대되었다.

## 소속 야구 팀
- 베이징 타이거즈
- 톈진 라이온스
- 쓰촨 드래곤스
- 상하이 골든이글스
- 광둥 레오파스
- 장쑤 호프스타스

## 수상 내역
| 수상 부문   | 선수 이름   | 팀                |
| ----------- | ----------- | ----------------- |
| 투수왕      | 왕난        | 베이징 타이거즈   |
| 좌완 투수왕 | 수창롱      | 톈진 라이온스     |
| 우완 투수왕 | 조우 지앙   | 베이징 타이거즈   |
| 타격왕      | 장 유팽     | 상하이 골든이글스 |
| 타점왕      | 장 유팽     | 상하이 골든이글스 |
| 신인왕      | 타오        | 장쑤 호프스타스   |
| MVP         | 지앙 샤오유 | 베이징 타이거즈   |